# Kurushi Final: Mental Blocks
Kurushi Final: Mental Blocks (titre original, IQ Final) est un jeu vidéo de réflexion développé par le studio Sugar and Rockets et édité par Sony Computer Entertainment en 1998 sur PlayStation. Il s'agit de la suite de Kurushi.

## Système de jeu
Le jeu propose de mesurer son intelligence à travers des épreuves consistant à faire disparaître des cubes en mouvement.
Le joueur est symbolisé par un personnage se déplaçant sur un damier (de largeur variable en fonction des niveaux), qui fait face à des rangées de cubes qui se déplacent en roulant. Il s'agit de faire disparaître tous les cubes sans se faire écraser ni tomber à l'extrémité du damier.
Faire disparaître certains cubes interdits provoque l'effondrement d'une ligne à l'extrémité du damier. La stratégie consiste à utiliser adroitement les cubes « bonus ».

## La série
- 1997 - Kurushi
- 1999 - Kurushi Final: Mental Blocks
- 2006 - Kurushi Mania